# Coise-Saint-Jean-Pied-Gauthier
Coise-Saint-Jean-Pied-Gauthier är en kommun i departementet Savoie i regionen Auvergne-Rhône-Alpes i sydöstra Frankrike. Kommunen ligger i kantonen Chamoux-sur-Gelon som tillhör arrondissementet Chambéry. År 2022 hade Coise-Saint-Jean-Pied-Gauthier 1 306 invånare.

## Befolkningsutveckling
Antalet invånare i kommunen Coise-Saint-Jean-Pied-Gauthier
| Referens: INSEE |